# 歯磨き

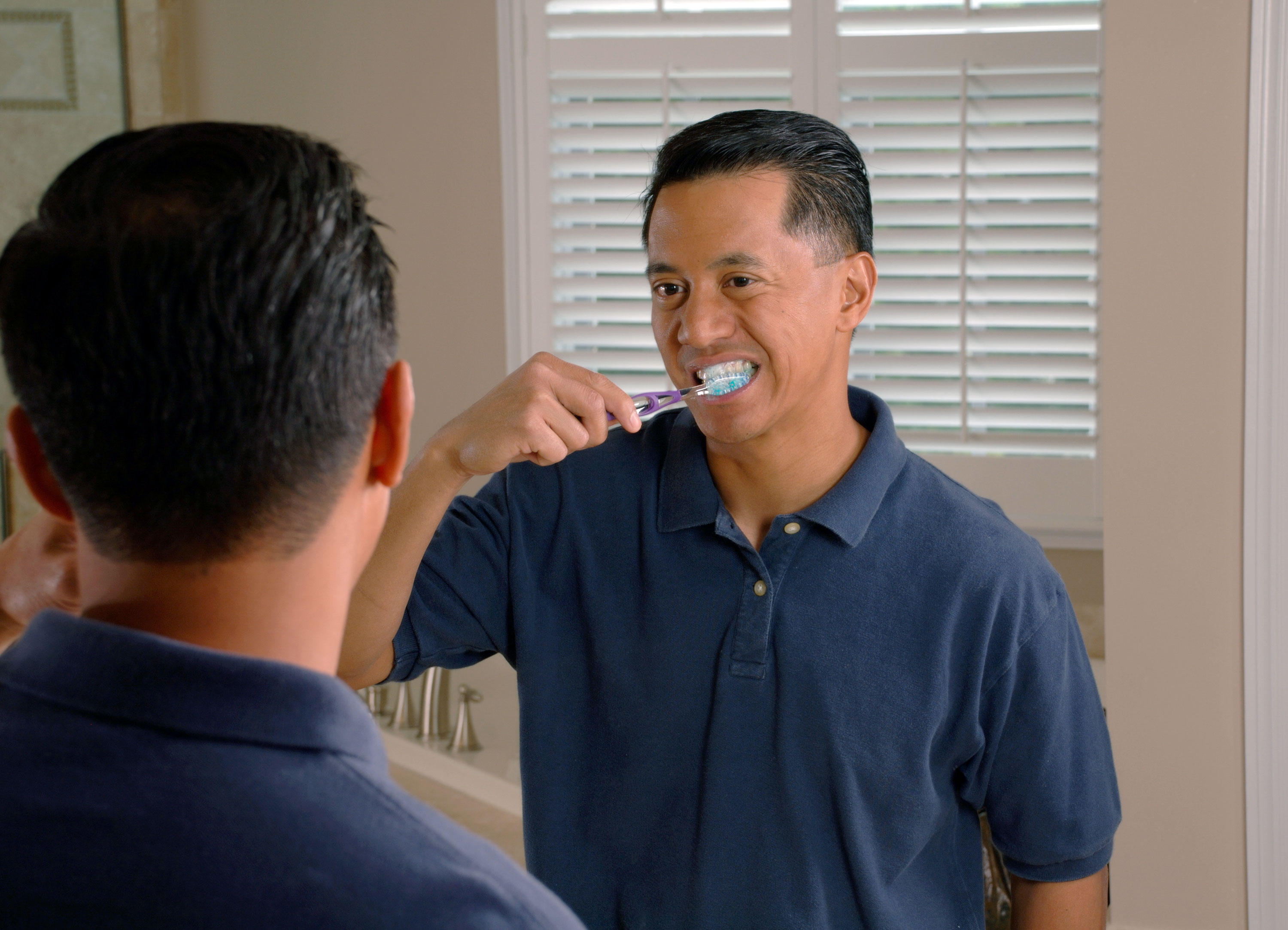
鏡を見ながら歯磨きをする男性の様子

歯磨き（はみがき, Tooth brushing）とは、口腔ケアのひとつであり、歯ブラシ等を用いて歯や歯茎についた歯垢などの汚れを落としたり、歯茎（歯肉）にマッサージを行ったりすること。

## 概要
歯磨きの主な目的は、歯周病や虫歯の予防、口臭の軽減である。歯を磨く（擦って汚れを取る）から「歯磨き」と呼ばれている。英名のブラッシング（Brushing）もブラシで磨くことを意味する。
歯ブラシによる歯磨きだけでは、歯の表面のみしか届かず、全体の50%しか歯垢除去できないため、デンタルフロス、歯間ブラシなどの歯間清掃ツールの利用が推奨される。ワンタフト（毛束が1つの歯ブラシ）などの製品も市販されており、併用する人が増えている。
口腔内の衛生に気を使う場合には、歯ブラシ・歯間ブラシ・フロス以外にも、ジェットウォッシャーで洗い流したり、舌苔を掃除したり、睡眠前にマウスウォッシュすることが効果的である。一つの方法だけでは磨ききれなかったり効率的ではないため、複数の方法で掃除することが推奨される。
また、年に1～2度程度の頻度で、歯磨きでは取り切れない歯石を歯科医に除去してもらったりすることも重要である。歯間ブラシやフロスがやや使いづらくなったタイミングが一つの目安であるが、最低でも年に1度くらいは定期的に行う必要がある。

## 使用器具
歯磨きのための道具には、下記のように様々なものがある。
古代からの器具
- 歯木 … 薬効がある木の枝を使用したもの。コストが安く、多くの宗教の書物に歯木で歯を清掃するよう記載されていることから、古代から使用されている。日本では、爪楊枝、房楊枝とも呼ばれる。
- トクサ … 薬草。別名が歯磨き草というように、かつては歯磨きに使用していた
- tooth cloths … 歯ブラシが普及していなかった頃は、布やスポンジが使用されていた。エリザベス1世などの王族も使用していた。

歯の表面用
- 歯ブラシ … 歯磨きの道具として、もっとも一般的な道具。
- 電動歯ブラシ … 電動によってブラシを動かし、歯ブラシが苦手な者でも短時間で確実に磨くことができる。
- 歯磨きシート … 職場や旅行、登山などのレジャー時など、歯ブラシを使えない場所において便利。

歯間用
- デンタルフロス … ナイロン製の糸。
- 歯間ブラシ … フロスに持ち手を付けたもの。「糸ようじ」などとも呼ばれる。

洗浄用
- 入れ歯洗浄剤
- ジェットウォッシャー … 歯磨きやフロスを使用した後に、水の水圧で歯垢を洗い流せる電動器具。
- マウスウォッシュ … 歯垢を取るのではなく、市販のマウスウォッシュ薬を使ってうがいをして菌の増殖を防ぐ。

その他
- 舌ブラシ … 舌の汚れである舌苔を取る。(口臭の6割は舌と言われており、菌の繁殖を減らすことができる。)

### 複数の道具による清掃
日本においては歯ブラシしか使用しない人が多いが、歯ブラシだけでは歯間の汚れまでは取り切れない。それぞれの道具には得意・不得意があり、一つの道具だけでは取り切れないため、複数の道具を使うことで効率的に確実に歯垢を取ることができる。
具体的には、一例として下記のような工程である。ここでは、職場では歯ブラシを使えない場合を想定している。12時間ごとにマウスウオッシュ液でのうがいをすることで、菌の増殖を抑えるようにしている。
(朝食後)
1. 歯ブラシでの歯磨き (3分)
2. ジェットウォッシャー (1分)

(昼食後)
1. マウスウオッシュ液によるうがい (30秒)

(夕食後)
1. 電動ブラシでの歯磨き (3分)
2. 歯間ブラシ (2分)
3. ジェットウォッシャー (1分)
4. 舌ブラシ (10秒)

(就寝前)
1. マウスウオッシュ液によるうがい (30秒)

## 歯磨剤

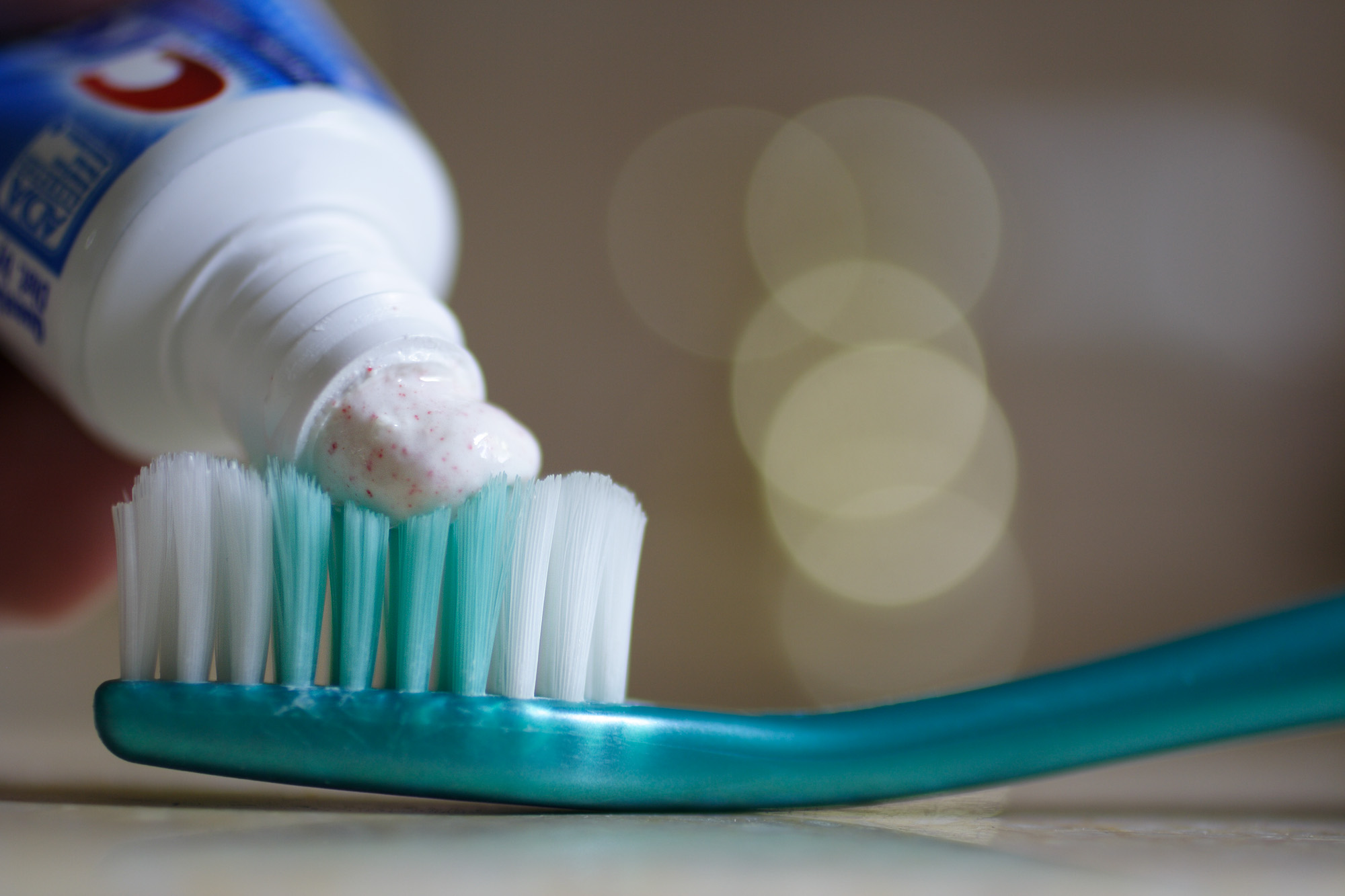
歯磨き粉

主に歯磨きの清掃効果を高めるなどの目的で、歯ブラシのブラシ繊維（いわゆる“毛”）の先端につけるペーストを歯磨剤と言う。一般にはそれは「歯磨き粉」や「ハミガキ」「練り歯磨き」などと呼ばれている。歯磨剤がペースト状であるにもかかわらず「歯磨き粉」と呼ばれる理由は、かつて粉状の歯磨剤が販売されていた時代の名残である。近年ではペーストの替わりに液体状の「液体ハミガキ」（洗口剤）を用いて歯磨きを行う人々も多い。

### 歯磨き粉を使わない
歯磨きに「歯磨き粉を使わない」ことを推奨・指導する歯科医師もいる。清掃が充分でない場合において、歯磨き粉の使用によって清涼感が感じられてしまうことから、丁寧な歯磨きを行う上で妨げになることがあるからである。
また、歯ブラシを押さえつけすぎて長時間使用している場合や、電動歯ブラシを必要以上に使用した場合に歯が削れやすくなることを防ぐ意味もある。
歯磨き粉なしで3分間ほど歯磨きをして、フロスで歯間の汚れを取るだけで充分にスッキリした感覚を得られる。よりスッキリした清涼感が欲しければ、歯間ブラシを使用した上で「マウスウォッシュ液」を併用するほうが望ましい。

## ブラッシング法
歯ブラシの動かし方にもよるが、以下のようなブラッシング方法がある。 就寝前に歯ブラシの先端を歯に対して45°の角度で当て、円を描くように軽く2分間ブラッシングする「チャーターズ法」が比較的推奨されている。
電動歯ブラシは、一般的に人間によるブラッシングよりも推奨されているが、強く押さえすぎないようにして、磨きすぎによる摩耗に注意する必要がある。また、電動歯ブラシだけでは磨ききれない場所もあるため、下記のような歯ブラシでの磨き方も併用していく必要がある。

### チャーターズ法
チャーターズ法は、歯の先端に対して45度の角度で歯ブラシの毛先を歯に当て、細かく振動させながら、毛束が歯冠から歯根へ当たるようにヘッドを回転させて磨く方法。

### バス法
バス法は、歯ブラシのヘッドを歯に対して45度の角度で歯と歯肉の境界部分に当て、前後に小刻みに動かす方法。
前歯については、縦方向に歯ブラシを持ち毛先を歯の裏側に当てて、ブラシの先を押し付けながら振動させる。

### スクラッビング法（スクラブ法）
スクラッビング法（スクラブ法）は、歯ブラシをペンのように軽く持ち、歯の軸に対して直角にブラシを当てて、消しゴムを使うように小刻みに振動させる方法である。
バス法との違いは、歯に当てる歯ブラシの角度。45°のバス法に対し、90°（直角）に当てる。

### ローリング法（ロール法）
ローリング法（ロール法）は、歯ブラシのヘッド（ヘッドの側面）を歯肉に並行に当て、手首を返して歯肉から歯の先端に向かってヘッドを回転させて磨く方法。
最近では、電動式の歯ブラシも販売されており、中にはバス法とローリング法をスイッチで随時選択することができるものもある。また、超音波で歯を磨く機能もついている製品もある。

### 垂直法
垂直法（ゴットリープの垂直法）は、歯ブラシを歯に直角に当てて、毛先を歯間に挿入して圧迫しながら振動させる方法。

### フォーンズ法
フォーンズ法は、歯ブラシの先端を円を描くように動かして、歯と歯肉を磨く方法。

### つまようじ法
つまようじ法は、歯ブラシの毛先で歯茎をつついて、刺激を与える方法。歯周病の予防、治療に最適である。特に歯と歯の間に毛先を挿入して、歯間部の歯茎にも効果的である。歯間ブラシがない時にある程度の代用ができるため、歯科医が薦めていることも多い。

## 歯磨きのタイミング

### 1日1回の場合
1日0～1回しか歯磨きをしない場合、明らかに虫歯や歯周病のリスクが高くなることが、データで確認されている。
旅行先や仕事の都合などで、どうしても就寝前にしか磨けない場合には仕方ないが、できるだけ最低1日2回は磨くように生活改善をすることが歯科医からは薦められている。

### 最低でも朝晩 1日2回
歯磨きは、朝晩の2回が一般的な習慣となっている。昼食後に行う人も多い。歯科医も、1日2回を最低ラインとして指導している場合が多い。ただし、1日3回する人も多数いるため、できれば1日3回するのが望ましい。
寝る前の歯磨き(プラークコントロール)
唾液には細菌の増殖を抑える作用があるが、睡眠中は唾液の出る量が激減する。そのため細菌が増殖して歯垢（プラーク）がたまり、虫歯や歯周病の原因となる。就寝前に歯磨きをすれば、歯垢の元となる口腔内の食べかすなどを減らすことができる。
朝の歯磨き(エチケット磨き)
寝ている間に増えた細菌の数を減らし、他人と会うことが多い日中のエチケットを兼ねて歯磨きを行う。
昼に歯磨きでない場合
仕事などで歯磨きできない場合には、食後にマウスウォッシュでうがいをすることで、菌の増殖を防ぐだけでも効果的である。

### 目標として 1日3回
多くの医師からは、毎食後に1日3回の歯磨きすることが勧められている。
以前は「食後30分ほど経ってから、歯磨きするほうが良い」と言われていたが、現在は「食後すぐでも問題はなく、むしろ早いほうが良い」とされている。

### 推奨 1日4〜5回
一部の歯科医からは、「1日4～5回くらい」を推奨する意見もある。たとえば、1日5回の場合には、下記のように4時間置きに磨くことになる。
- 朝食後 (8時)
- 昼食後 (12時)
- 間食後 (16時)
- 夕飯後 (20時)
- 就寝前 (24時)

4〜5回磨くのはスケジュール的に難しいという人も多くいるはずだ。そのため、1日3回磨くことを勧める医師が圧倒的に多い理由がわかるだろう。
「1日あたり合計20～30分以上」などと指導する歯科医もいるが、1日5回磨く場合には1回あたり4～6分で良いことになる。
日中、職場などで歯ブラシで磨くことが難しい場合には、マウスウォッシュ液を使った「うがい」だけでも一定の効果が見込める。

## 子どもの歯磨き
多くの子どもは歯磨きが苦手で、保護者が補助して磨くようにする。離乳食が始まると乳歯が出現するので保護者が専用のブラシを用いて口中を清潔にする。幼児期になれば自分で歯ブラシを使わせて歯磨きの習慣に親しませ、仕上げを保護者が行う。
幼児が歯ブラシをくわえたまま歩くなどして起きた事故が多数報告されている。歯科衛生士は座って歯磨きをさせる、子供が真似ないように大人も歩きながら歯磨きをしないよう注意喚起している。   
初等教育では口腔模型などを用いたブラッシングの指導が行われることもある。
幼児期の虫歯が抱える問題は、歯が痛むことによって食事などで咀嚼することを幼児が嫌がるようになり、顎（あご）の成育に悪影響を生じる点にある。成育を阻害された顎に大人サイズの永久歯が成長すると、「出っ歯」「乱杭歯（八重歯）」などを生じさせ、歯並びや顔立のバランスを崩す原因となる。

## 感染症と歯磨き
新型コロナウイルス感染症では、職場での歯磨きが原因の可能性がある集団感染（クラスター）が発生し、昼食後の歯磨きを中止する学校もある。これに対して日本歯科医師会は、歯磨きを中止するのでなく、換気を十分にして多人数同時の歯磨きを避け、会話などはせずに口を閉じて小刻みにブラシを動かすことを推奨している。

## 歴史
人類の歯磨きの歴史は古く、古代エジプトにその記録が残っている。紀元前3500年のバビロニアで、歯木（楊枝）という木の枝による歯磨きを行っていた。この方法は、ギリシャ人、ローマ人、アラブ人、インド人など広い地域で普及した。
ブラシによる方法は、中国では1498年に豚の首の後ろからとれる毛から作ったものが最初で、ヨーロッパでは1780年にイギリス人のWilliam Addisが大量生産した事から普及した。
日本では平安時代の宮中医官である丹波康頼撰による日本現存最古の医学書『医心方』に、「朝夕歯を磨けば虫歯にならない」という記述があり、記録としてはこれが日本最古の歯磨きの記録となる。江戸時代に入ってから、川柳などの枝の先端を煮てから金槌でつぶした房楊枝（総楊枝）が商品化された。

## 動物
ペットなどでも歯磨きが行われる。犬などは人間に近い生活となり、噛む機会が少なくなっており歯周病にかかり易い。特に口内の免疫力が低いチワワ、歯並びが悪くなりがちなシーズーなどがかかり易い。
野生動物では、カニクイザルが人間の女性の髪などを用いて歯磨きを行う。母猿は子供のいる前でゆっくりと大げさに歯磨きを行い行動の伝達を行う様子も確認されている。
ちなみに、ナイルワニがナイルチドリという鳥に歯を掃除してもらうという俗説があるが、そのような事実はない。